# Pax Britannica

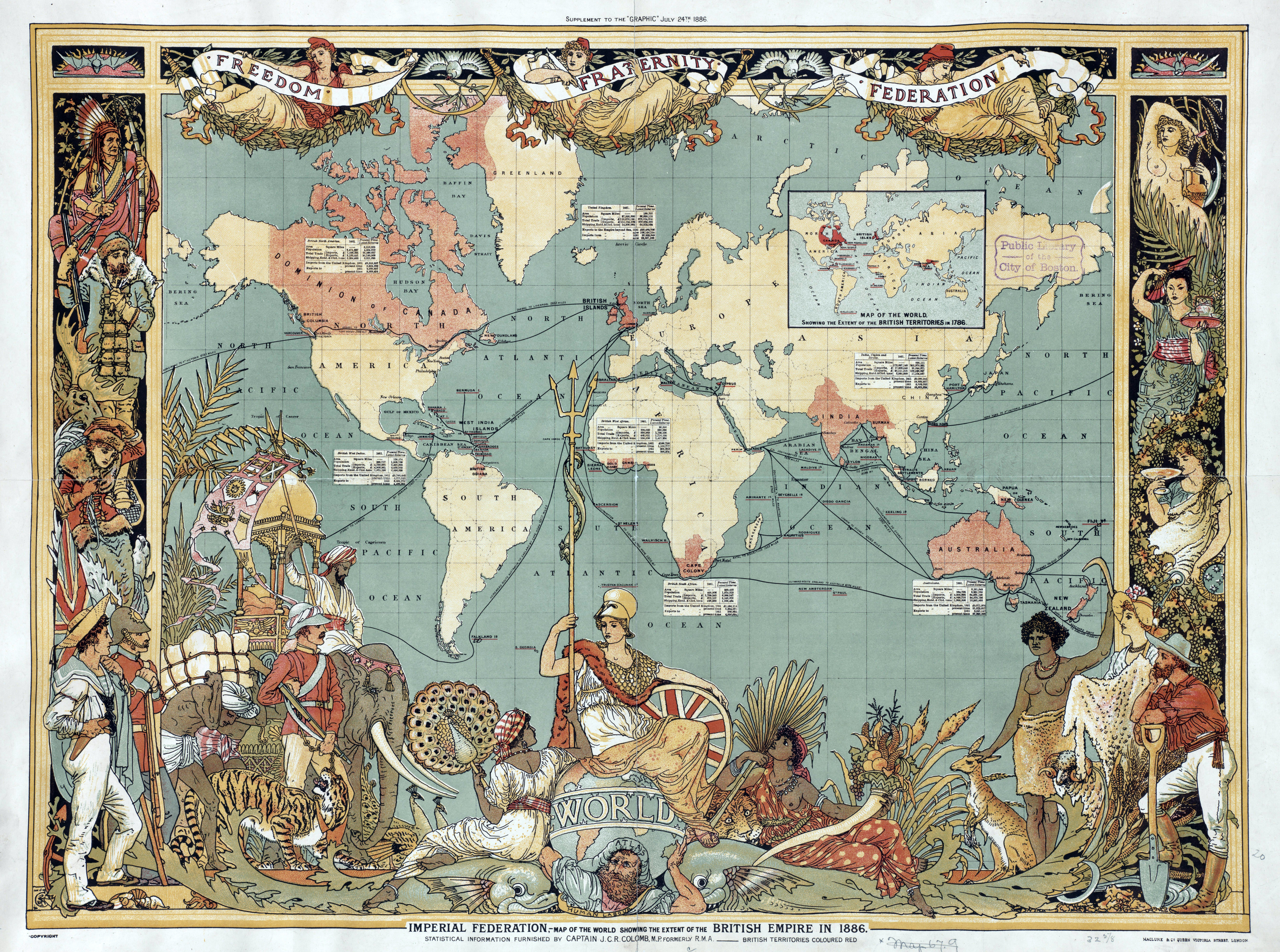
Komplexní mapa Britského impéria z roku 1886. Červeně označené jsou území Britského impéria

Pax Britannica (Britský mír) bylo období modelované podle Pax Romana. Jednalo se o období relativního míru, který nastal v Evropě mezi léty 1815 až 1914, během kterého se stalo Britské impérium globálním hegemonem (držitelem moci) a převzalo roli celosvětové vojenské velmoci a policie. Od pojmu Pax Romana a jeho významu byly následně odvozeny i Pax Mongolica, Pax Sinica, nebo Pax Americana.
Během tohoto období získala Británie 26 000 000 km² nových území a s nimi přes 400 milionů lidí na nich žijících. Konečné vítězství nad Napoleonem Bonapartem zanechalo Spojené království ve světě bez jiného vážnějšího nepřítele, vyjma tehdejšího Ruského impéria rozkládajícího se především ve střední Asii. I to bylo ale brzy poraženo v Krymské válce (1854–56) při společném britsko-francouzském tažení poté, co svou agresivitou začalo ohrožovat oslabenou Osmanskou říši.
Svou námořní sílou v tomto období ovládlo Britské impérium většinu klíčových námořních tras čímž upevnilo své postavení jak v samotných koloniích, tak přeneseně v oblasti světového obchodu. Pod jeho kontrolou byly trasy do klíčových regionů včetně cest do Asie či Latinské Ameriky. Britští obchodníci, přepravci či bankéři získali bezkonkurenční výhody, díky kterým se Britské impérium dostalo na vrchol světového obchodu.